# Cerastium imbricatum
Cerastium imbricatum là loài thực vật có hoa thuộc họ Cẩm chướng. Loài này được Kunth mô tả khoa học đầu tiên năm 1823.